# Nagy Fuvaros utca
Nagy Fuvaros utca est une rue située dans les quartiers de Csarnok et Magdolna, dans le 8e arrondissement de Budapest. Elle relie Népszínház utca à Mátyás tér et est parcourue par la ligne  99 du réseau de bus de Budapest. On y trouve la très discrète synagogue de Nagy Fuvaros utca, intégrée dans une des cours intérieures.